# Richie Furay

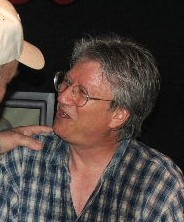
Richie Furay (2006)

Paul Richard „Richie“ Furay (* 9. Mai 1944 in Yellow Springs, Ohio) ist ein US-amerikanischer Singer-Songwriter und Gitarrist. Er wurde bekannt als Mitgründer der Band Buffalo Springfield.

## Leben
Furay spielte mit Stephen Stills bereits in der Band The Au Go Go Singers und wurde mit ihm zusammen zu einem der Gründungsmitglieder von Buffalo Springfield. Als in den späten 1960er-Jahren zuerst Neil Young (zunächst zugunsten einer Solokarriere) und dann auch Stephen Stills die Band verließen (er gründete Crosby, Stills and Nash, Neil Young stieß später dazu) löste sich Buffalo Springfield auf.
Furays nächste Band, Poco, gehört zu den Gründervätern des Country Rocks.  1974 verließ er auch diese Gruppe und wurde einer der Namensgeber der Souther-Hillman-Furay Band. Nach zwei veröffentlichten Alben trennte sich auch diese Band.
1976 gründete er mit The Richie Furay Band bereits seine vierte Gruppe. Das Album I've Got a Reason fiel jedoch beim Publikum durch und schaffte keine Chartplatzierung. Nach zwei Konzerttourneen in den späten 1970er-Jahren löste sich die Gruppe auf.
Seit Beginn der 1980er-Jahre ist Furay Priester einer christlichen Kirche in Denver. Er tritt gelegentlich als Solokünstler oder mit seiner ehemaligen Band Poco auf und veröffentlicht in unregelmäßigen Abständen Soloalben.
2006 war er im Vorprogramm von America und Linda Ronstadt auf Konzerttournee und veröffentlichte ein „weltliches“ Soloalbum, The Heartbeat of Love.

## Diskografie (Auszug)

### Alben
mit the Au Go-Go Singers:
- Au Go-Go Singers (1964)

mit Buffalo Springfield:
- Buffalo Springfield (1966)
- Buffalo Springfield Again (1967)
- Buffalo Springfield Last Time Around

mit Poco:
- Poco/Pickin'Up The Pieces (1969)
- Poco/Poco (1970)
- Poco/Deliverin (1971)
- Poco/From the Inside (1971)
- Poco/A Good Feelin' to Know (1972)
- Poco/Crazy Eyes (1973)
- Poco/Legacy (1989)

mit der Souther-Hillman-Furay Band:
- Souther Hillman Furay (1974)
- Souther Hillman Furay/Trouble in Paradise (1975)

Solo:
- I've Got a Reason (1976)
- Dance a Little Light (1978)
- I Still Have Dreams (1979)
- Seasons of Change (1982)
- In My Father's House (1997)
- I am Sure (2005)
- The Heartbeat of Love (2006)